# N-Hash
In crittografia con il termine N-Hash si indica una funzione crittografica di hash basata sulla funzione interna del cifrario a blocchi FEAL presentata nel 1990 da Shoji Miyaguchi ed altri autori. È considerata un funzione di hash non sicura a causa delle vulnerabilità scoperte nell'anno seguente alla sua pubblicazione.

## Struttura
L'N-Hash genera impronte del messaggio lunghe 128 bit ed opera dividendo il messaggio in blocchi da 128 bit di lunghezza, ognuno dei quali è combinato con il valore di hash calcolato da una funzione di compressione a senso unico denominata g. Questa funzione consta di 8 passaggi di una funzione F simile a quella utilizzata dal FEAL.

## Sicurezza
Eli Biham e Adi Shamir applicarono nel 1991 la tecnica della crittanalisi differenziale a delle varianti dell'N-Hash con un numero di passaggi uguale o inferiore a 12, dimostrando come potevano essere generate delle collisioni in maniera molto più veloce che ricorrendo all'attacco del compleanno.